# چشمه‌کیله

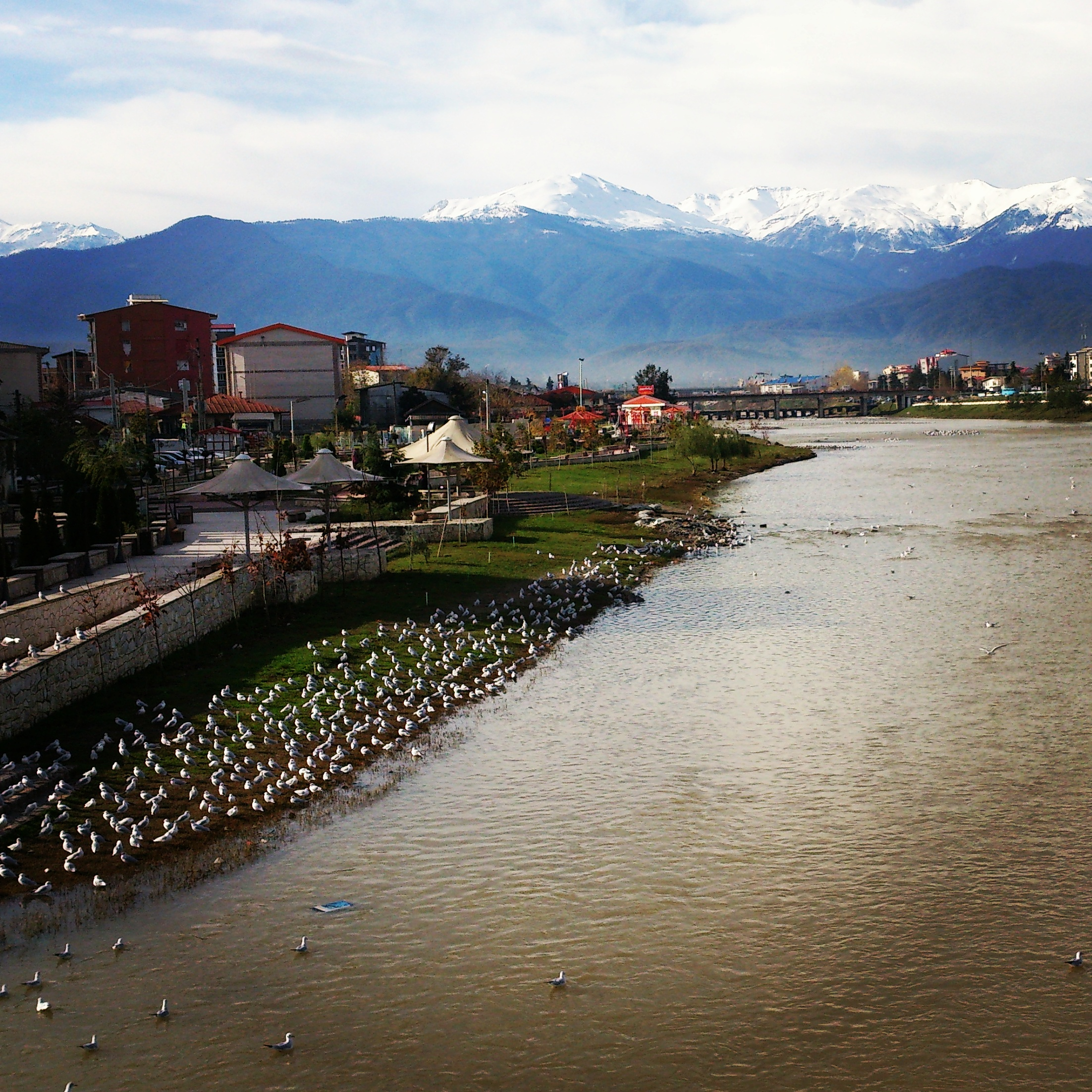
چشمه‌کیله

چشمه‌کیله یا رودخانهٔ مزر، بزرگترین و پرآب‌ترین رودخانه شهرستان تنکابن در استان مازندران ایران است.
چشمه‌کیله از ارتفاعات دوهزار، منطقه تخت سلیمان و همچنین کوه‌های الموت سرچشمه گرفته‌است. چشمه‌کیله دارای دو شعبه عمده است. شعبه اول به نام دوهزار از کوه‌های دوهزار و شعبه دوم به نام سه‌هزار از کوه‌های سه‌هزار سرچشمه می‌گیرند. این دو شعبه عمده در محلی به نام چاله دره (چالدره) در ۲۴ کیلومتری جنوب شهر شهسوار (تنکابن) به هم متصل می‌شوند.
این رودخانه پس از خروج از کوهستان به نام چشمه‌کیله و در قسمت جلگه به نام مزر نامیده می‌شود و بیشتر ایام سال دارای آب فراوانی می‌باشد. عمق متوسط آن حدود ۱٫۵ متر است و عرض آن بین ۳۰ تا ۳۵۰ متر و گاهی هم تا ۴۰۰ متر متغیر است. به علت شیب تند و سنگلاخ بودن مسیر قابل قایقرانی نیست به جز در محدوهٔ شهری و قبل از عبور آب از پل چشمه کیله. البته در فصل باران‌های شدید آب آن زیاد و گاهی سیلاب مهیب جاری می‌شود. در زمان پهلوی در انتهای مسیر رودخانه تا مصب دریا سدی بر طرفین کنار رودخانه به طول یک کیلومتر ساخته شد. همچنین کانال‌های متعددی برای آبیاری مزارع روستاهای منطقه از این رودخانه جدا شده و قابل استفاده می‌باشد. اهم این کانال‌ها عبارتند از: کانال قلعه گردن، کانال کشکو، کانال شاغوزکوتی، کانال غربی شهر شهسوار و کانال و نهری که برای آبیاری مزارع شرق شهسوار اختصاص دارد.

## مسیر
این رودخانه پس از عبور از کوه‌های ترم‌پشته - گوهردره بزرگ و کوچک - سیاه‌بن - سیالان – گاوپشته‌سر – گته‌چال – مازوکله – کنس داربن – سفیدچال – بندپی - سیاه‌کوه – کشدان – میان‌لات – قبله‌کلایه – نوشا – سرگل – موشل – لیلال – خشچال – و عبور از آبادی‌های دوهزار با نام اشتوج بالا و پایین – سید قاسم – نوشا – میانکوه – کلیشم – یالاش – گلستان – محله یاغدشت – برسه – اشکور محله – عسل‌محله – هلو کله – ترس – توسا کلام – قلعه گردن – کشکوه – آغوزکله – شهر شهسوار از زیر پل بزرگ شهر که در سال ۱۳۱۱ ساخته شده به دریا می‌ریزد.